# 高暁松
高 暁松（コウ ギョウショウ,  Gao Xiaosong ; 1969年11月14日生まれ）は、は米国の中国系作曲家、演出家、音楽プロデューサー、作家。九三学社のメンバー。両親も清華大学の教授。よく劉歓、那英、老狼など有名な歌手に作曲している。「同桌的你」（同席として君）は大ヒットだった。彼はアリババ・エンターテイメント戦略委員会とAliMusic会長である。

## トークショー司会者
Xiaosong Pedia ：2014年6月-2016年12月
モーニングコール：2012年3月-2014年6月
今日の歴史：2013年1月-2013年12月

## 映画監督
1999年から活動
2002、「那时花開」
2005、「我心飛翔」
2011、「大武生」

## 小説家＆作家
2000年からアクティブ
「如喪」、ISBN 7543067420。
「暁説」、ISBN 9787550211315。
「暁説２」、ISBN 9787550214156。
「魚羊野史」、ISBN 9787540466206。